# 住吉神社 (加東市上鴨川)
住吉神社（すみよしじんじゃ）は、兵庫県加東市にある神社。祭神は住吉三神（上筒之男命、中筒男命、底筒男命）、息長足姫命である。式内小社、旧社格は村社。鎮座地名から上鴨川住吉神社とも呼ばれる。

## 概要
神社の創建は不詳である。
境内は本殿、割拝殿、長床、舞殿が前庭を挟んで配されており、古い神社形式を留めている。
上鴨川村の鎮守社である。本殿は国の重要文化財に指定されており、室町時代中期の明応2年（1493年）に建造されたことが記録に残っている。

## 文化財

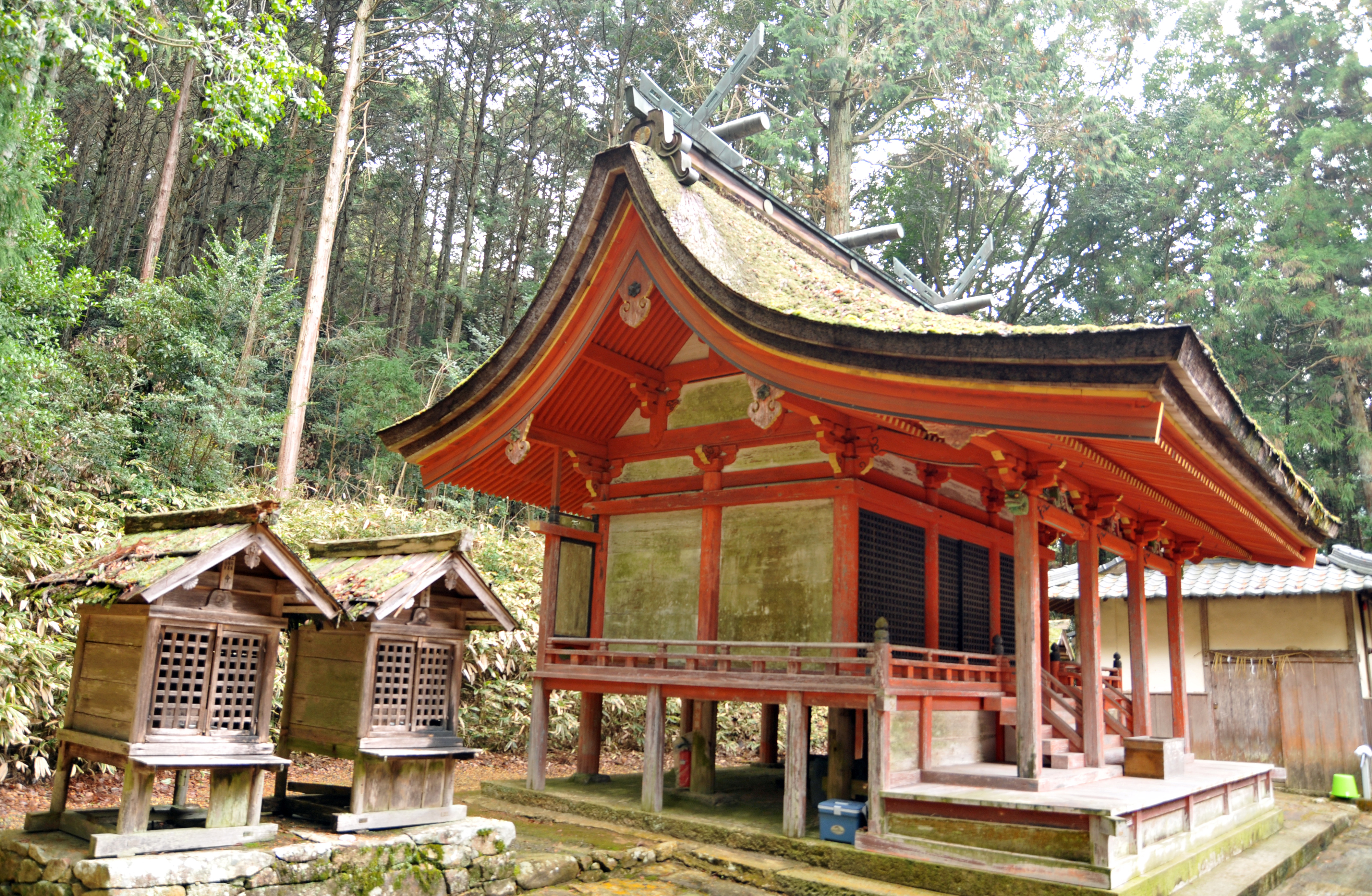
本殿（国の重要文化財）

### 重要文化財（国指定）
- 本殿
三間社流造、檜皮葺。鎌倉時代末期の正和5年（1316年）に最初の建造がなされ、室町時代中期の永享6年（1434年）再建、明応2年（1493年）に再々建され現在に至っている。棟木銘木に建造の記録が残っている。江戸時代前期の貞享3年（1686年）に向拝の修理がなされた。内陣を一段高く造るこの地方独特の形式となっている。床下の転用古材から本来は四間であったことが窺える。昭和35年（1960年）6月9日指定。

### 重要無形民俗文化財（国指定）
- 上鴨川住吉神社神事舞
昭和52年（1977年）5月17日指定。詳細は上鴨川住吉神社神事舞を参照。

### 兵庫県指定文化財
- 神事能面
神事舞で使用される能面で12面が現存する。このうちの、黒色尉面・冠者面・父の尉面・翁面・王鼻面の5面は現在でも神事舞で使用されている。しかし、残り7面（尉面・冠者面・媼面・陵王面）は用途不明である。昭和43年（1968年）3月29日指定。

## 画像

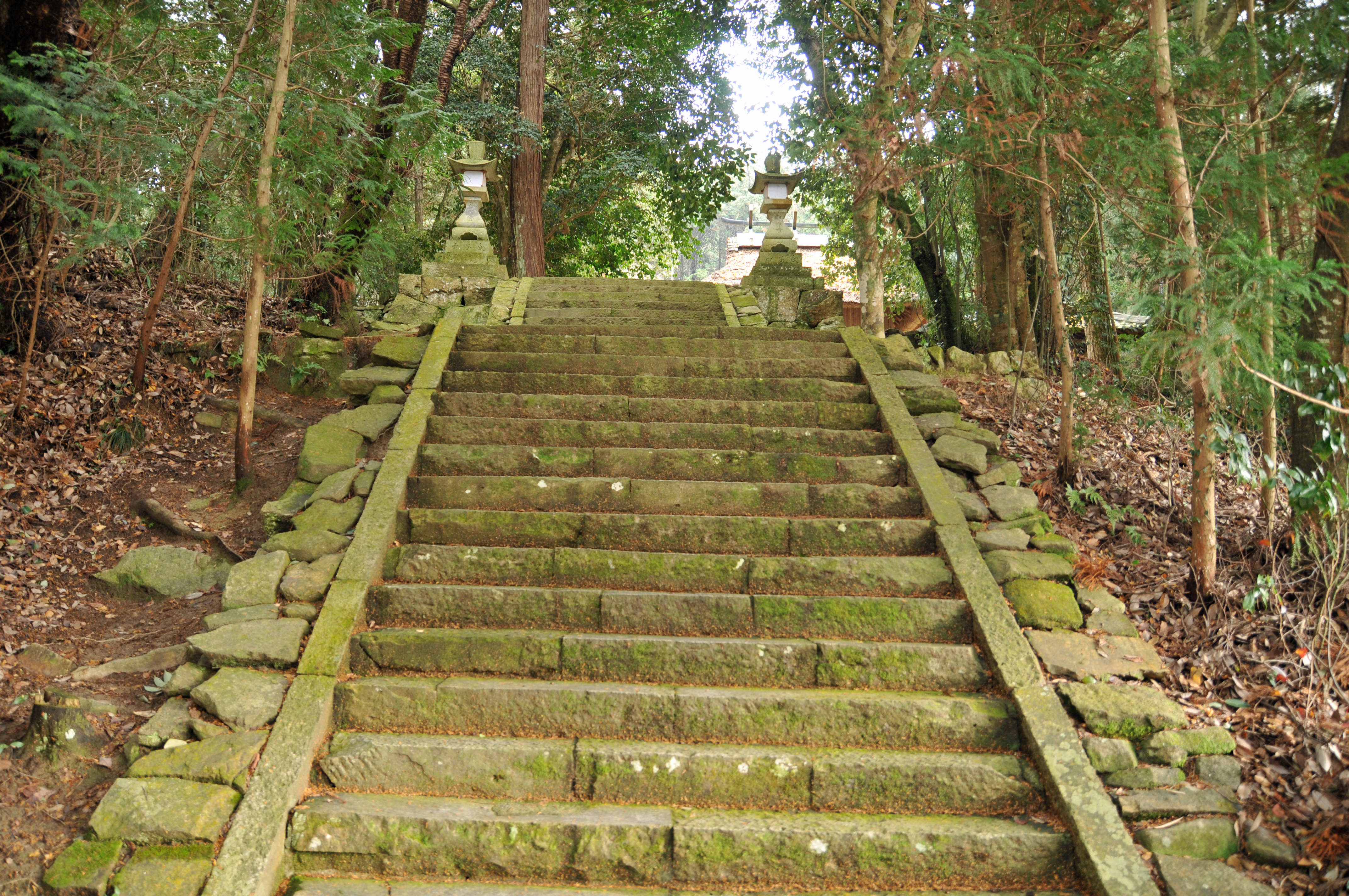
参道階段
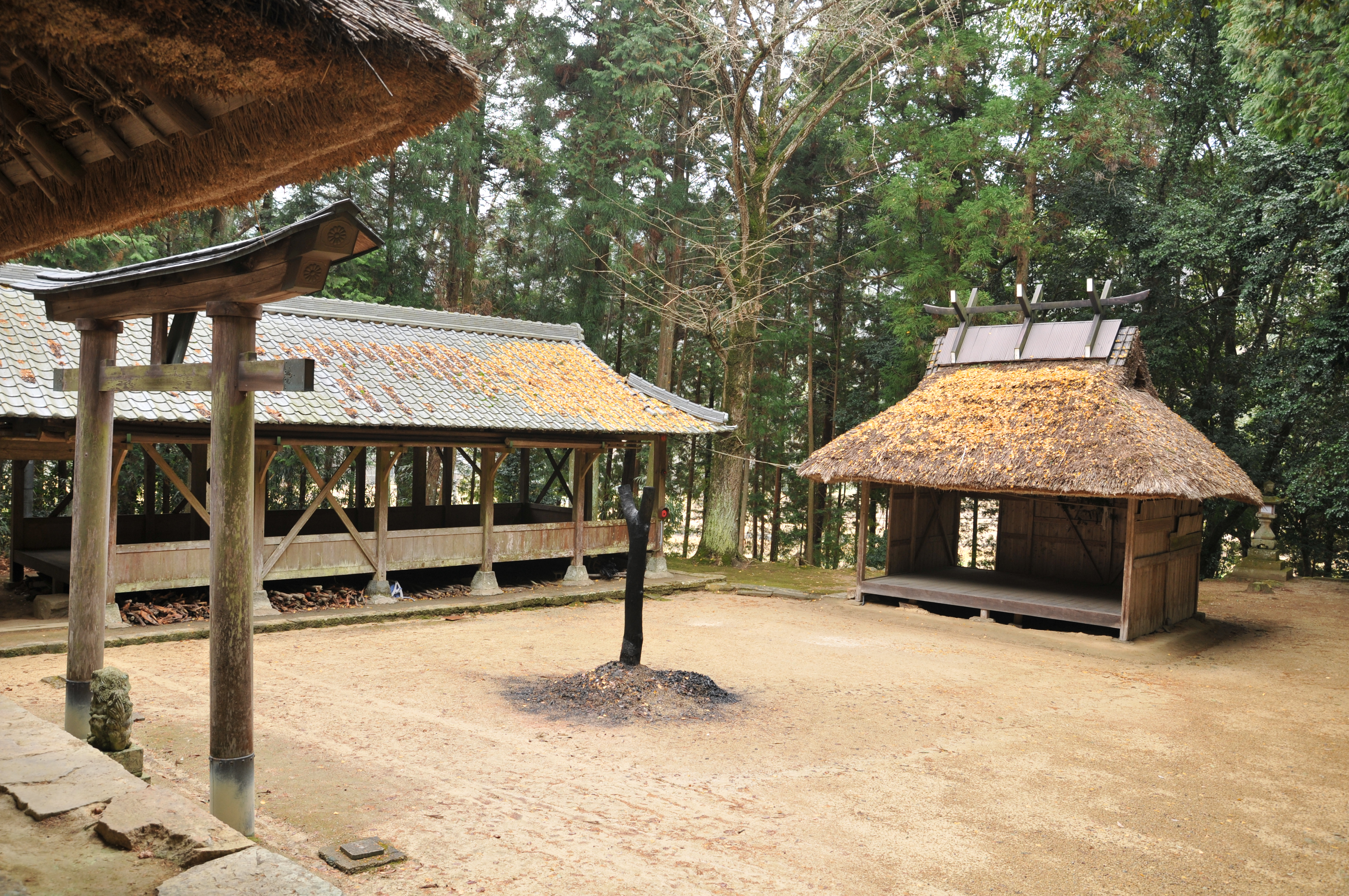
舞殿（右）と長床（左）
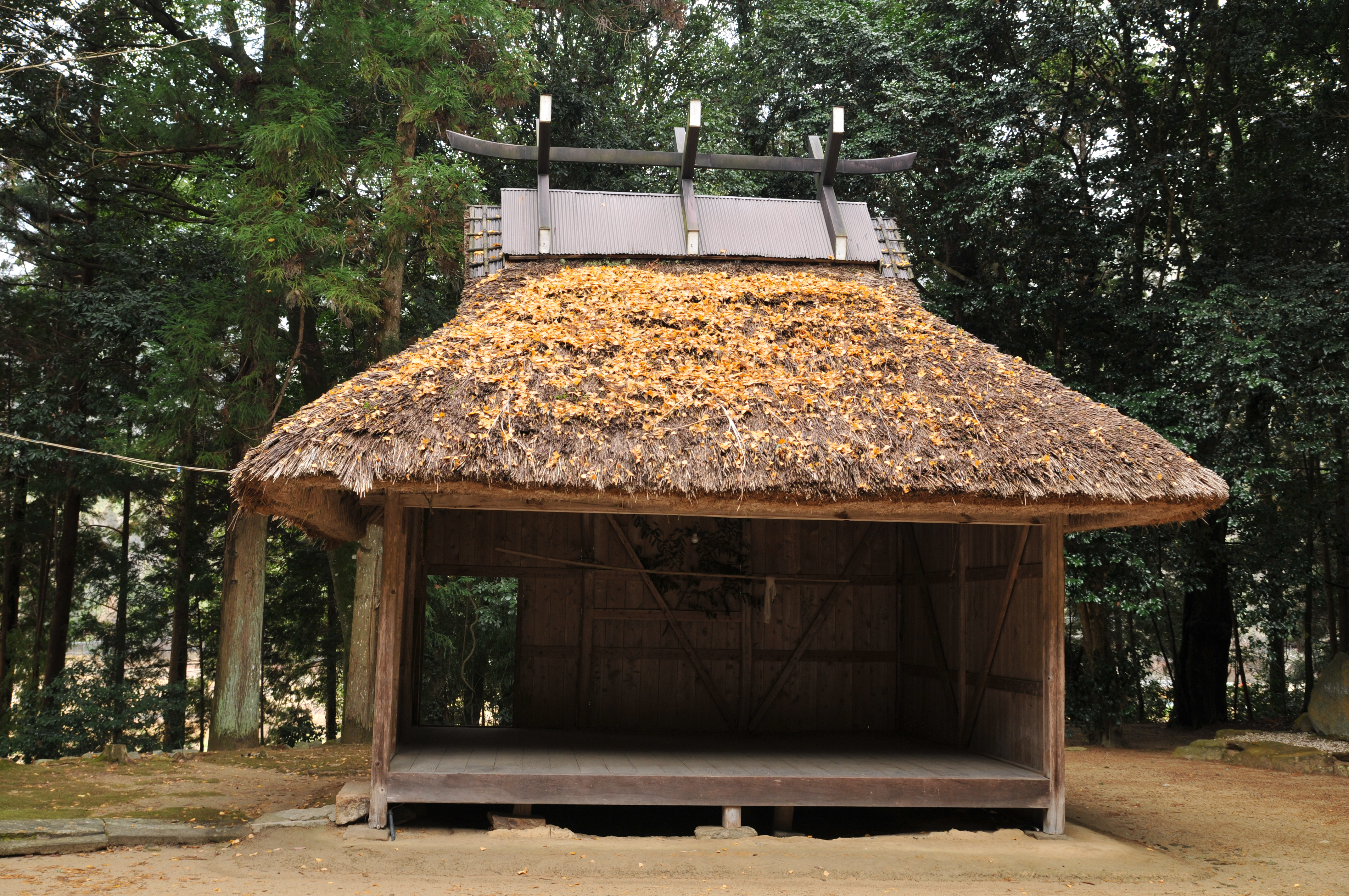
舞殿